# ژای چائو
ژای چائو (انگلیسی: Zhai Chao؛ زادهٔ ۱۴ دسامبر ۱۹۷۱)  بازیکن هندبال زن اهل چین بود. وی در بازی‌های المپیک تابستانی ۱۹۹۶ و ۲۰۰۴ شرکت کرده‌است.